# 琴羽雫
琴羽 雫（ことはね しずく、1997年3月3日 - ）は、日本の元AV女優。

## 略歴・人物
2015年に「鮎川ありさ（あゆかわ ありさ）」としてイメージDVDに出演。
2016年1月、「琴羽雫」で処女のままAVデビュー。所属事務所はGREEN。
2017年3月12日、公式ツイッターで引退することを発表。既にAVの撮影は全て終了し、撮影会を少し続けたうえで活動を終えるとしていたが、同年10月1日に全て終了したことを報告。
趣味は観劇、特技は手芸。

## 出演作品

### イメージDVD
- キューティーハート（2015年12月13日、INTEC Inc）※「鮎川ありさ」名義
- キューティーハート 2（2016年4月23日、INTEC Inc）※「鮎川ありさ」名義
- 放課後の君と（2016年7月1日、half moon）
- パイパンSchooldays（2016年9月2日、Sujicco）
- 恋はチェリーピンク（2016年10月31日、HIGH&LOW）※「宮咲こはる」名義
- キス・キス・キッス!（2016年12月23日、INTEC Inc））※「音羽みお」名義
- さよならテンプテーション こぼれ落ちた涙の雫（2017年3月23日、Eternal Emotion）
- キューティーハート スペシャル（2017年6月13日、INTEC Inc）※「鮎川ありさ」名義　他出演:山口彩夏、粟野えみり、美波れい、水野もあ
- キューティーハート スペシャル（2017年7月13日、INTEC Inc）※「鮎川ありさ」名義　他出演:合田柚奈、水野もあ、山口彩夏、太田沙良
- 純系優等生 放課後の恥じらい（2019年12月13日、CRANE）※「一乃瀬菜摘」名義

### アダルトDVD
2016年
- 喪失記念日。 正真正銘の本物処女。 奇跡のチョビひげマ○コ。（1月1日、ミニマム）
- ちっぱい泡姫。 初めてのソープランド。（3月1日、ミニマム）
- 友達と始めた軽はずみな出会い。 しずくといまり（4月1日、ミニマム）共演:森星いまり
- Hなレポートさせられても… 全然疑わない!一生懸命新人アナウンサーちゃん（5月1日、MOODYZ）
- ド貧乳サスペンダー。 琴羽雫 Aカップ（5月1日、ミニマム）
- 果てしなく従順なメイド10名と暮らす王様（5月13日、MOODYZ）共演:川村まや、神波多一花、夏目優希、桜木優希音、玉城マイ、沖田奈々、真白愛莉、椎名そら、橋本怜奈
- 制服美少女と性交（6月3日、ドリームチケット）
- マジックミラー便 3分前まで女子校生! 卒業式直後のオキテ破りナンパ!! 日本中のNo.1高校を厳選! 今日で最後の制服姿にザーメン30発射スペシャル! ALL新作撮り下ろし 総勢30人!本番JK10人!!2枚組8時間!（6月23日、ディープス）他出演:姫川ゆうな ほか
- 日焼け姪っ子姉妹中出し性交 千尋と雫 〜久々に会った姪っ子たちとのひと夏の思い出〜（6月24日、I.B.WORKS）共演:唯川千尋
- 微乳A とっても感じる小っちゃいおっぱい（7月1日、ドリームチケット）
- 貧乳パイパン。 フラットスリー。（7月1日、ミニマム）共演:宮沢ゆかり、宮内栞
- つるぺたロリっ娘と子作り新婚生活（7月21日、アイエナジー）
- 葛飾共同区営団地 日焼け少女わいせつ映像 3（8月26日、I.B.WORKS）他出演:いろはめる、稲村ひかり ほか
- Aカップパイパンメイド密着ご奉仕SPECIAL（9月1日、MOODYZ）共演:跡美しゅり、宮沢ゆかり、宮内栞
- 過激なオプションで大人気。 予約の取れない添い寝リフレ。（9月1日、ミニマム）共演:相原翼、いろはめる、碧木凛　※AV OPEN 2016 乙女部門2位
- 照れるほど見つめられるフェラチオ 4（9月2日、ドリームチケット）他出演:宮沢ゆかり、江上しほ、松下美織、森星いまり、浅田結梨、今村加奈子、天衣萌香
- この少女、「オレ嫁」設定。（9月13日、HERO）
- 女子校生監禁 犯され壊された ちっぱい娘 強姦 しずく Acup72cm（10月1日、プラネットプラス）
- 絶倫校長先生の教え子のパンツ思い出アルバム（10月13日、クンカ）
- コスプレイヤーハメ撮り個人撮影流出投稿映像 別れた腹いせに昔撮った彼女の痴態を流出!リベンジポルノ映像（10月28日、TMA）他出演:小椋あずき、水野ふうか
- 大好きなあの娘を苛めっ娘ギャル集団から助けようとしたら、速攻でその娘の目の前で全裸にされただけじゃなく、チ●ポを見られて勃起させられて10発も射精してしまった情けない僕。（11月1日、MOODYZ）共演:上原花恋、今井キキ、藤本紫媛、MIRANO
- 人形あそび（11月13日、HERO）※「しずく」名義
- 琴羽雫 パンチラ童貞逆ナンパ（11月25日、宇宙企画）
- 毎年夏休みに遊びに来る日焼け姪っ子に睡眠薬を飲ませいたずらを繰り返す叔父の記録（11月25日、I.B.WORKS）他出演:あず希、星乃ゆづき
- 「AV撮影」募集に群がるS級素人たち（12月23日、S級素人）他出演:白石りん、なるせみらい、桃井りの
- ツインテール貧乳パイパンニーハイソックス美少女と中出し性交（12月23日、TMA）他出演:宮沢ゆかり、跡美しゅり、いろはめる、ひなたりこ
- 43歳アスぺ男 有名志望の美少女レイヤー18歳【Dキスしっぱなし生ハメSEX】つば飲み放題ほぼ強◯映像70分（12月22日、二代目つば飲みおじさん）
- 二人の妹と中出し近親相姦旅行（12月23日、I.B.WORKS）共演:篠崎みお

2017年
- 親にも学校にも言えない、女子校生放課後限定バイト 11（1月13日、S級素人）他出演:長谷川夏樹、幸田ユマ ほか
- 日焼けした生徒を狙った家庭教師の投稿映像（1月27日、I.B.WORKS）他出演:あず希、星乃ゆづき
- 友達の目の前で犯されるレズビアン女子校生（2月7日、ビビアン）共演:水野朝陽、野々宮みさと
- おにいちゃん、いっしょにお風呂はいっても…いい? 〜性に目覚めたパイパン妹とお風呂で中出し性交〜（2月24日、TMA）他出演:跡美しゅり、いろはめる、宮沢ゆかり
- マジックミラー号 スポーツに打ち込みすぎて女心を忘れたノーパン・ノーブラ女子体育大生 激イカセ雪溶け生潮大噴射10人10連発!! 彼女たちは痙攣しながら生ち○ぽを欲しがる!! その内6人は挿入まで…（3月2日、SODクリエイト）※「のぞみ」名義　他出演:あい、あや、ほのか、なお、いつき、ひかる、あすか、みほ、ゆい
- 卒業。 お別れは膣内で。 最初で最後の本物中出し。 琴羽雫 パイパン（4月25日、ミニマム）
- 一般黒人男性×素人女子大生 人生初の黒人ザーメン中出しスペシャル! ち●ぽが大きすぎて困っている日本在住の黒人男性が素人女子大生にお悩み相談! 彼氏の短小ち○ぽよりもはるかに大きい黒デカち○ぽの登場にハニかみながらも色白うぶマ○コは疼きだす! 4 子宮の奥まで届く未体験のガン突きセックスに激イキ合計56回!! 人生初の黒人ザーメン中出しスペシャル!（5月7日、ディープス）※「りりか」名義　他出演:じゅり、はるか、まな
- 変態すぎるド素人娘スペシャル 6（5月26日、S級素人）他出演:早乙女夏菜、新井梓、桜井彩、篠崎みお
- ボクの彼女は公衆便女 都内名門音楽大学に通うセレブ令嬢18歳編（6月7日、セルフ出版）
- 栃木在住の期間工員が撮りためた門外不出の秘蔵イタズラ映像 1（8月25日、TMA）他出演:鈴屋いちご

### アダルトVR
2017年
- 見つめてしゃぶるWフェラ（3月15日、ブイワンVR）共演:通野未帆
- フェラ 可愛いくぺろぺろ舐め回す（4月7日、ブイワンVR）
- 激ハメ生中出し! 美マンにブチ込め!!（4月7日、ブイワンVR）
- 生中出しSEX! お兄ちゃんの事が大好きスギル妹（5月23日、ブイワンVR）